# 가리가와정
가리가와정(清川村)은 야마가타현 히가시타가와군에 설치되었던 정이다.